# Zdeněk Miler
Zdeněk Miler, češki animator in ilustrator, * 21. februar 1921, Kladno, Češka (tedaj Češkoslovaška), † 30. november 2011, Nová Ves pod Pleší, Češka.
Najbolj znan je po svojem animiranem liku Krtku, ki nastopa tako v pravljicah kot v risankah.
S svojim delom je začel po 2. svetovni vojni leta 1948 v animacijskem studiu Baťa, kjer se je naučil ustvarjati animirane filme. Kmalu je začel delati v studiu Bratři v triku, kjer je hitro postal direktor. V svojem življenju je ustvaril približno 70 filmov. Navdih za Krtka je dobil leta 1956, ko ga je češkoslovaška vlada najela za otroški poučni film. Scenarij, ki mu ga je posredovala vlada je ignoriral in se odločil za živalski lik, krta. Prvi film je dobil naslov Kako je krtek dobil hlačice (češko Jak krtek ke kalhotkám přišel), ki je na beneškem filmskem festivalu osvojil srebrnega leva. S svojimi filmi je želel vplivati na otroke po celem svetu, zato je po prvih dveh filmih, v katerih je krtek govoril, vse govore zmanjšal na kratke, posplošene vzklike, ki jih lahko razume kdorkoli. Svoji mladi hčerki je zaposlil kot govorni igralki in ju uporabil tudi kot preizkusno občinstvo. Krtek je bil zelo priljubljen v vzhodni in srednji Evropi, Italiji, Skandinaviji, Rusiji, Ukrajini, Kazahstanu, Indiji, Iranu, Iraku, na Kitajskem, Hrvaškem in na Japonskem. Krtek je bil tudi maskota za Evropsko dvoransko prvenstvo v atletiki leta 2015.